# 光陽化学工業
光陽化学工業株式会社（こうようかがくこうぎょう）は、大阪府大阪市城東区森之宮に本社を置く、写真製版ならびに印刷用機材及び化学工業薬品の製造販売をおこなう会社である。1958年創業。

## 会社概要
印刷用輪転機のインキローラー洗浄液や、平版印刷に必要不可欠な湿し水などを製造している。特にエッチ液、給湿液等に強い。その他、印刷用スキャナーのセットアップをサポートする製品として、塵や挨を一掃するためのクリーナーやスプレー類でもその強みを持つ。
同社は大阪市中央区に本社を置く写真製版業の光陽社から独立した会社であり、昔は資本・人的関係があり連結決算対象会社であった。
- 大阪本社：大阪府大阪市城東区森之宮二丁目3番5号
- 東京支社：東京都中央区日本橋小舟町15番15号